# Armando Diaz
Armando Diaz, 1. hertug af della Vittoria (født 5. december 1861, død 28. februar 1928) var en italiensk hertug, general og forsvarsminister.
Diaz begyndte sin militære karriere som elev ved militærakademiet i Torino, hvor han blev uddannet som artilleriofficer. Under Den italiensk-tyrkiske krig tjenestegjorde han som oberst og chef for det 93. infanteri. Han blev udnævnt til generalmajor i 1914. Ved udbruddet af første verdenskrig blev han udnævnt til overkommandoens operative afdeling og underlagt general Luigi Cadorna. Han blev udnævnt til to-stjernes general i juni 1916 og blev givet kommandoen over 49. division og senere 23. armekorps. Han efterfulgte Cadorno 9. november 1917 som øverstbefalende general for den italienske hær.